# Batalla de Liegnitz
La batalla de Liegnitz (o batalla de Legnica) se libró cerca de la ciudad de Legnica en Silesia, actual Polonia, el 9 de abril de 1241. Era un intento de detener el avance por Europa de las hordas mongolas. A pesar de que ganaron los mongoles, su inestabilidad interna les impidió seguir avanzando y este fue el punto más occidental que alcanzaron en el continente.

## Antecedentes
En 1236, Batu Kan, nieto de Gengis Kan, tomó el relevo de su abuelo para atacar la Rus de Kiev (el antiguo estado medieval de los Rus). Renunció a tomar la ciudad de Nóvgorod y se lanzó hacia Kiev, la capital religiosa de la Rus de Kiev que quedó entonces bajo el dominio mongol.
Aunque el norte de la Rus de Kiev escapó a los mongoles en otoño de 1240, estos ocuparon el sur y la ciudad más importante del país a partir de diciembre del mismo año. El siguiente objetivo de Batu Kan era el reino magiar, gobernada por el rey Béla IV de Hungría. Para llevar a cabo este ataque, el jefe mongol tenía que neutralizar Polonia para proteger su flanco y la retaguardia. Su primo Baidar, a la cabeza de una parte del ejército mongol, partió para atacar a Polonia; esto le permitió a Batu atravesar los Cárpatos.
En marzo de 1241, los mongoles derrotaron con facilidad a los polacos en la batalla de Chmielnik. A continuación redujeron a cenizas la ciudad de Cracovia, situada a 50 kilómetros de allí. Sin embargo, al proseguir su incursión hacia Silesia se encontraron con un obstáculo: los príncipes polacos y sus tropas bajo el mando del duque de Silesia, Enrique II el Piadoso. El ejército ducal constaba de unos 40 000 polacos, la mayoría de caballería, y algunos de infantería de Alemania y Moravia. Enrique había salido de la ciudad de Liegnitz (en la actualidad Legnica) el 5 de abril por la mañana con la intención de reunirse con el ejército de Wenceslao I, rey de Bohemia, que estaba a una jornada de marcha.

## La batalla
Unas horas después, en una llanura al sur de Liegnitz conocida con el nombre de Wahlstatt ('el lugar escogido'), el duque se encontró cara a cara con Baidar y sus mongoles. Enrique tomó posiciones en un espacio elevado, con la caballería en vanguardia y la infantería detrás.
Los mongoles les doblaban en número, como mínimo. Pero cuando se inició la batalla, estos pasaron al ataque sin lanzar sus acostumbrados aullidos ni los lúgubres toques de trompa. La primera carga de los polacos se vio obligada a batirse en retirada bajo la lluvia de flechas de los arqueros montados que tenían mayor movilidad que la caballería enemiga, por definición «ligera». La segunda carga, sin embargo, pareció hacer retroceder a los mongoles. Los caballeros ansiosos por entrar en acción, se precipitaron sobre el enemigo, pero los esperaba una nueva sorpresa, ya que los mongoles simplemente estaban poniendo en práctica su táctica preferida: simular una retirada para atraer al adversario a la trampa.
Una vez que los caballeros entraron en contacto con la infantería mongola, los arqueros montados de la horda pasaron al contraataque sobre los flancos. Como no podían alcanzar a los caballeros vestidos con armadura, disparaban contra las monturas. Una vez desmontado el enemigo, lo atacaban con la lanza y lo remataban con el sable. Para crear aún mayor confusión, un incendio de la maleza provocó una densa humareda que se extendió por el campo de batalla e hizo de pantalla entre la infantería y la caballería polaca. Los arqueros mongoles, con el rostro protegido, evolucionaban con destreza en el interior de esta cortina opaca, al tiempo que disparaban sus flechas hacia todas partes sobre los desventurados infantes que se ahogaban con el humo. El ejército de Enrique el Piadoso quedó totalmente aniquilado. Se calcula que las pérdidas fueron de entre 25.000 y 30.000 hombres. Los mongoles se llevaron algunas muestras de ese macabro balance: enviaron nueve sacos llenos de orejas a Batu, que estaba en Hungría. Enrique el Piadoso trató de escapar, al igual que el landkomtur (el comendador de la Orden de los Caballeros Teutónicos), pero ambos resultaron muertos.

## Desenlace
Los mongoles desfilaron bajo los muros de Liegnitz con la cabeza de Enrique el Piadoso en el extremo de una lanza. Los propios habitantes incendiaron la ciudad y se retiraron posteriormente a la ciudadela, pero los vencedores renunciaron a sitiarla ante la amenaza del ejército de Wenceslao que se encontraba cerca. Este hizo lo mismo y adoptó una actitud defensiva. Seguro ya de que Polonia no intentaría nada para acudir en auxilio de sus vecinos, Baidar pudo entonces dirigirse de nuevo al sur para reunirse con Batu.